# Turtel Onli
Turtel Onli, né le 25 janvier 1952 à Chicago et mort le 15 janvier 2025, est un artiste et activiste afro-américain notamment connu comme auteur de bande dessinée et sculpteur. Il décrit son style comme le « rythmisme » (rhythmism).